# Eisaku Kubonouchi
窪之内 英策
Eisaku Kubonouchi (窪之内 英策) est un mangaka japonais né le 11 novembre 1966 dans la préfecture de Kōchi.

## Biographie
Kubonouchi commence sa carrière en 1986 avec une courte histoire nommé Okappiki Eiji qui fut publié dans le magazine Shōnen Sunday.
De 1988 à 1991, il est sérialisé pour la première fois avec Tsurumoku Dokushin Ryō, qui est adapté en film en 1991 avec comme rôle principal Kōyō Maeda (ja).
Sa deuxième série, Watanabe, est adapté en anime en 1993 sous la direction de Kiyoshi Kurosawa.
Sept ans après, Kubonouchi commence Chocolat, l'histoire d'un jeune yakusa sortie de prison qui découvre que son boss s'est reconverti dans la pâtisserie. Chocolat fut publié entre octobre 1999 et septembre 2003 dans Big Comic Spirits. En 2003, le manga est adapté en drama japonais de 45 épisodes puis en 2014 à Taïwan en 13 épisodes.

## Œuvres
- 1988 - 1991 : Tsurumoku Dokushin Ryō (ツルモク独身寮?)
- 1992 - 1993 : Watanabe (ワタナベ?)
- 1999 - 2003 : Chocolat (ショコラ?)
- 2006 - 2007 : Cherry (チェリー?)
- 2008 - 2010 : Pikamon (ピカもん?)

## Mentor
- Kazuhiko Shimamoto